# Ромашкинська сільська рада
Рома́шкинська сільська рада (рос. Ромашкинский сельский совет) — сільське поселення у складі Курманаєвського району Оренбурзької області Росії.
Адміністративний центр — село Ромашкино.

## Населення
Населення — 930 осіб (2019; 1122 в 2010, 1364 у 2002).

## Склад
До складу сільської ради входять:
| Населений пункт    | Населення, осіб (2002) | Населення, осіб (2010) |
| ------------------ | ---------------------- | ---------------------- |
| Міждулісьє, селище | 76                     | 20                     |
| Ромашкино, село    | 1288                   | 1102                   |